# Mittelwellensender Kamenz
Der Mittelwellensender Kamenz war eine Mittelwellensendeanlage auf dem Kamenzer Hutberg. Die Anlage, die auf der Gemeinschaftswelle 1485 kHz das Programm von Radio DDR1 verbreitete, wurde von 1977 bis 1978 erbaut und ging am 7. November 1978 in Betrieb. Der Sender mit einer Ausgangsleistung von 1 kW verwendete als Sendegerät einen Tesla SRV 1T Sender und als Sendeantenne einen 36 Meter hohen, abgespannten Stahlfachwerkmast mit Reusenantenne. Die Programmzuspielung erfolgte per Ballempfang auf der vom Dresdener Fernsehturm abgestrahlten Frequenz 95,4 MHz.
Nach der Inbetriebnahme der Anlage mussten, um eine Einstreuung des Radioprogramms in das Telefonnetz zu verhindern, zahlreiche Drosseln installiert werden.
Im Jahr 1983 wurde der Sender durch einen Blitzschlag beschädigt. Die Anlage wurde nicht mehr in Stand gesetzt und anschließend demontiert.